# Корочкин-Левицкий, Виктор Сергеевич
Виктор Сергеевич Корочкин-Левицкий (родился 25 марта 1940) — советский регбист и регбийный судья; мастер спорта СССР (1970), судья всесоюзной категории (1986). Позже российский регбийный тренер.

## Биография
Регби начал заниматься в 1960 году, первым тренером был Анатолий Михайлович Тимошенко. Выступал на позиции хукера (номер 2) и флай-хава (номер 10). Играл за московский «Спартак» в 1960—1969 годах и за подмосковные «Фили» в 1970—1985 годах. Чемпион СССР 1970 года. Также занимался судейством регбийных матчей, обслуживая матчи Высшей лиги чемпионата СССР.
В 1993 году основал ДЮСШ «Южное Тушино», в которой работал тренером до 2001 года. В 2002 году стал тренером ДЮСШ клуба «Фили». Тренировал детские команды разных возрастов. Также на протяжении 15 лет был председателем всесоюзной коллегии судей по санному спорту и бобслею и судьёй международной категории по санному спорту и бобслею.
Сын — Виктор (1965—2020), также был регбистом и регбийным тренером.